# 埃斯匡 (加利福尼亞州)
埃斯匡（英語：Esquon）是位於美國加利福尼亞州比尤特縣的一個非建制地區。該地的面積和人口皆未知。

## 地理
埃斯匡的座標為39°36′21″N 121°46′01″W / 39.60583°N 121.76694°W，而該地的平均海拔高度為41米（即135英尺）。